# Bertil Fredholm
Bertil B. Fredholm, född 1943, är en svensk farmakolog. Han disputerade 1970 vid Karolinska Institutet där han 1976 blev professor i farmakologi. Hans forskning fokuseras på adenosin och dess receptorer, som han visade var måltavlan för koffein.
Han blev 2003 ledamot av Vetenskapsakademien och 2004 ordinarie ledamot av Karolinska Institutets Nobelkommitté, där han tidigare under många år varit adjungerad.